# Criotettix damingshanensis
Criotettix damingshanensis är en insektsart som beskrevs av Zheng, Z. och G. Jiang 1998. Criotettix damingshanensis ingår i släktet Criotettix och familjen torngräshoppor. Inga underarter finns listade i Catalogue of Life.